# 古滕施泰滕
古滕施泰滕是德国巴伐利亚州的一个市镇。总面积21.37平方公里，总人口1373人，其中男性690人，女性683人（2011年12月31日），人口密度64人/平方公里。